# Piercia dryas
Piercia dryas là một loài bướm đêm trong họ Geometridae.